# Lepidotrigla mulhalli
Lepidotrigla mulhalli är en fiskart som beskrevs av Macleay, 1884. Lepidotrigla mulhalli ingår i släktet Lepidotrigla och familjen knotfiskar. Inga underarter finns listade i Catalogue of Life.